# Донован, Рэймонд
Рэймонд Джеймс Донован (англ. Raymond James Donovan; 31 августа 1930 — 2 июня 2021) — американский политик, министр труда США (1981—1985).

## Биография
Донован родился 31 августа 1930 года в Бейонне (Нью-Джерси) седьмым ребёнком в семье Дэвида и Элеоноры Донован. Когда Рэймонду было 18 лет, родители умерли. До становления министром Донован был разнорабочим и состоял в профсоюзе электриков. В должность министра труда США вступил 4 февраля 1981 года. Как пишет газета The New York Times, у Донована были непростые отношения с лидерами профсоюзов. 15 марта 1985 года он ушёл в отставку из-за обвинений в воровстве и мошенничестве. Однако 25 мая 1987 года политик был оправдан.

## Личная жизнь
В 1957 году Донован женился на Кэтрин Сблендорио. У пары было трое детей: Кеннет, Мэри Эллен и Кит.